# Płochocin (wieś w województwie kujawsko-pomorskim)
Płochocin – wieś sołecka w Polsce położona w województwie kujawsko-pomorskim, w powiecie świeckim, w gminie Warlubie.

## Historia
Wieś stanowiła przez wieki własność szlachecką wzmiankowaną po raz pierwszy w roku 1350. O starym osadnictwie świadczą odkryte groby skrzynkowe. Parafia erygowana była w 2. połowie XIV wieku. Wzmianki o kościele pochodzą kolejno z roku 1701, z roku 1886 – był on wówczas drewniany. Obecny, masywny neogotycki kościół, będący trzecią z kolei świątynią, powstał w roku 1891. W kościele obraz Matki Boskiej Łaskawej o dość wyraźnych cechach baroku, prawdopodobnie autorstwa Bartłomieja Strobla (ok. 1591-1660) nadwornego malarza Władysława IV. Berło maryjne z obrazu ołtarza głównego zostało odzwierciedlone w herbie Gminy Warlubie. We wsi znajduje się zespół parkowo-pałacowy z 2. połowy XIX w., wpisany do rejestru zabytków województwa kujawsko-pomorskiego.
28 października 1939 na terenie leśnictwa Płochocin hitlerowcy rozstrzelali nadleśniczego z Przewodnika – Witolda Bielowskiego, członka Grunwaldu. W 44. rocznicę śmierci (1983), w miejscu tragedii odsłonięto głaz pamiątkowy z marmurową tablicą ku czci zamordowanego. Witold Bielowski jest patronem Gimnazjum Publicznego w Warlubiu od roku 2001.

## Współczesność
W latach 1975–1998 miejscowość położona była w województwie bydgoskim. Według Narodowego Spisu Powszechnego (III 2011 r.) liczyła 257 mieszkańców. Jest ósmą co do wielkości miejscowością gminy Warlubie.